# Margarete Dierks
Margarete Dierks (1914 - 2010) est une journaliste et femme de lettres allemande. Biographe de Jakob Wilhelm Hauer, elle est l'auteur de nombreux articles et de plusieurs ouvrages.

## Biographie
Margarete Nax naît le 7 mars 1914 au Sablon, en Lorraine. Après une scolarité sans histoire à la « Königin-Luise-Schule » de Wilhelmshaven, et à la « Sophienschule » de Hanovre, Margarete Dierks passe son baccalauréat en 1933.
Elle quitte l'église luthérienne en 1932, pour rejoindre le « Tannenbergbund », une association politique nationaliste allemande, créée sous l'égide de Ludendorff, où elle participe à des conférences. À partir de 1933, elle poursuit des études en Histoire, en Allemand, et Philosophie, tout d'abord à Göttingen, puis à Rostock. En 1937, elle devient membre de la "Bund für Deutsche Gotterkenntnis", une association völkisch ultra-nationaliste. En 1938, elle publie « Heim zu deutscher Feier », un ouvrage inspiré du mouvement völkisch. La même année, elle est diplômée de la faculté de Philosophie de l'Université de Rostock, après des recherches sur la "Question juive" vue par les conservateurs en Prusse de 1810 à 1847. Dans sa thèse, commentée positivement par le journal antisémite « Weltkampf », elle dépeint l'émancipation juive et la « Question juive » d'un point de vue purement " völkische ". Déjà membre du Bund für Deutsche Gotterkenntnis, elle s'inscrit au parti Nazi le 1er avril 1940.
Après la guerre, Margarete Dierks est internée pendant 2 ans et demi, avant d'être considérée comme "dénazifiée" en 1948. Dans les années 1950, Margarete Dierks entretient des relations avec la nouvelle droite allemande, ou encore avec l’écrivain Hans Grimm. Elle enseigne dans les années 1960 à l'Université de Francfort-sur-le-Main, puis dans différents instituts universitaires de formation. Elle travaille par ailleurs régulièrement pour le quotidien conservateur "Darmstädter Tagblatt", jusqu'en 1986. Cette année là, elle publie la biographie de Jakob Wilhelm Hauer, ancien président des Unitariens allemands, qu'elle tente de réhabiliter. Elle publie ensuite Jugend in Schlesien en mémoire d'Ilse Langner, journaliste et femme de lettres, avec qui elle avait travaillé dans les années 1970-1980. En 2000, le maire de Darmstädt, Peter Benz, l'invite pour un événement littéraire dans sa ville, mais l'événement doit être annulé, en raison des protestations soulevées par son passé nazi. Pour ses écrits de jeunesse, elle est accusée d'antisémitisme par ses détracteurs. Elle ne publiera plus rien après cet incident.
Margarete Dierks-Nax s'éteignit paisiblement le 15 juillet 2010 à Darmstadt. Ses amis se souviennent d'elle, comme d'une femme modeste, réservée, aimante et utile, qui est restée enthousiaste jusqu'à la fin.

## Œuvres
- Die Erzähl-Haltung als Gestaltungsprinzip, Göttingen, 1997.
- Freundesgabe, Göttingen, 1997.
- Lichtwandel, Justus-von-Liebig-Verlag, Darmstadt, 1994.
- Gebildet, ohne gelehrt zu sein, Darmstadt 1991.
- Sie gingen voran, Darmstadt, 1990.
- Immer weniger Worte, Justus-von-Liebig-Verlag, Darmstadt, 1986.
- Jakob Wilhelm Hauer, Heidelberg, 1986.
- Im Odenwald, Landschaft und Menschen im Werk des Malers Johannes Lippmann, Fischbachtal, 1985.
- Kinderwelten, Weinheim, 1985.
- Darmstadt so wie es war, Droste, Düsseldorf, 1972.
- Zwischen Zenit und Nadir, Ges. Hess. Literaturfreunde, Darmstadt, 1970.
- Elsa Schwarze- von Arnim, Rosgarten Verl., Constance, 1958.
- Sonnentau, Wittich, Darmstadt, 1950.
- Arbeit und Feier, 1943.
- Die preußischen Altkonservativen und die Judenfrage 1810/1847, Rostock, 1939.
- Heim zu deutscher Feier in Heimat und Haus, 1938.

## Sources
- Lutz Hagestedt : Deutsches Literatur-Lexikon das 20. Jahrhundert, vol. 6 "Deeg-Dürrenfeld", Walter de Gruyter GmbH, 2004 (p.220-121)  (ISBN 9783110961102).